# Wybranki Jej Wysokości
Wybranki Jej Wysokości (jap. いおの様ファナティクス Iono-sama fanatikusu) – manga autorstwa Miyabi Fujiedy, publikowana na łamach magazynu „Dengeki Teioh” od kwietnia 2004 do listopada 2006. 

## Fabuła
Seria opowiada o Iono, królowej małego europejskiego królestwa z fetyszem na punkcie czarnowłosych kobiet, która przybywa do Japonii, aby zrekrutować „sobame” (jap. 側女), co w języku japońskim może oznaczać zarówno „damę dworu”, jak i „konkubinę”.

## Publikacja serii
Manga była wydawana od 26 kwietnia 2004 do 26 listopada 2006 w nieistniejącym już magazynie „Dengeki Teioh” (specjalne wydanie „Dengeki Daioh”), nakładem wydawnictwa MediaWorks. Seria składa się z dwunastu rozdziałów, które zostały wydane w dwóch tankōbonach opublikowanych pierwotnie pod imprintem Dengeki Comics EX.
W Polsce manga została wydana przez Kotori.
| Nr | Język japoński   | Język japoński         | Język polski | Język polski           |
| Nr | Data wydania     | ISBN                   | Data wydania | ISBN                   |
| -- | ---------------- | ---------------------- | ------------ | ---------------------- |
| 1  | 10 sierpnia 2005 | ISBN 978-4-8402-3167-1 | styczeń 2016 | ISBN 978-83-63650-59-9 |
| 2  | 10 września 2007 | ISBN 978-4-8402-3990-5 | marzec 2016  | ISBN 978-83-63650-60-5 |